# Nadaillac-de-Rouge
Nadaillac-de-Rouge là một xã thuộc tỉnh Lot trong vùng Occitanie phía tây nam nước Pháp.